# زيتون أحمر العروق
زيتون أحمر العروق (الاسم العلمي:Olea rubrovenia) هو نوع من النباتات يتبع جنس الزيتون من الفصيلة الزيتونية.